# Kozak-Sequenz

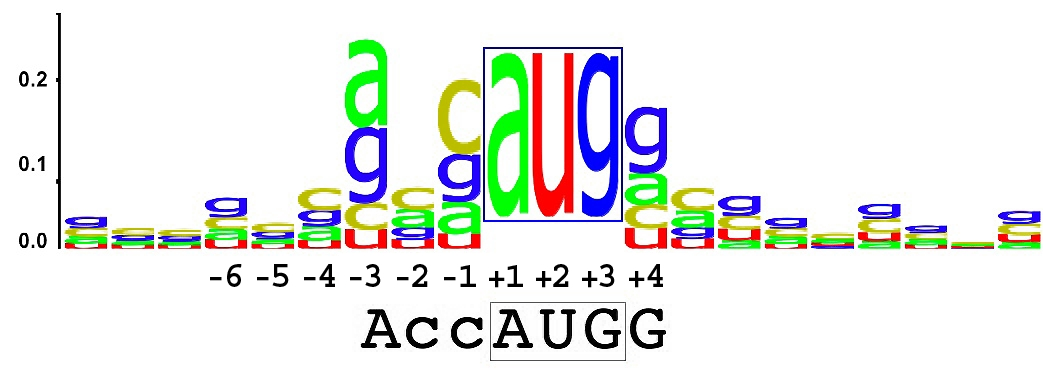
Die Häufigkeitsverteilung der Nukleinbasen in der Nähe des Startcodons AUG (+1 bis +3), dargestellt durch die Größe des Basen-Codes führt zur Kozak-Sequenz

Die Kozak-Sequenz, auch engl. Kozak consensus sequence genannt, ist eine nach der US-amerikanischen Biochemikerin Marilyn Kozak benannte Nukleinbasen-Sequenz in der Messenger-RNA (mRNA) eukaryotischer Lebewesen. Sie stellt einen Konsens aus den am häufigsten vorkommenden Nukleinbasen in unmittelbarer Nähe des Startcodons AUG auf der mRNA dar. Als Kozak-Sequenz wird oft die Basenfolge (gcc)gccRccATGG genannt, wobei es deutliche Unterschiede zwischen verschiedenen Gruppen von Eukaryoten gibt. Die Kozak-Sequenz oder eine ähnliche Nukleinbasenfolge wird von den Ribosomen erkannt und ist für den Start der Translation im Rahmen der Proteinbiosynthese von Bedeutung. Abweichungen in der Nukleinbasenfolge können Auswirkungen auf die Proteinbiosynthese haben.
Bei Prokaryoten übernimmt die Shine-Dalgarno-Sequenz die Funktion der Kozak-Sequenz.

## Variationen
Unter den eukaryotischen Lebewesen dominieren verschiedene Variationen der Kozak-Sequenz.
| Biota                                  | Phylum      | Consensus sequences |
| -------------------------------------- | ----------- | ------------------- |
| Wirbeltiere                            |             | gccRccATGG          |
| Fruchtfliege (Drosophila melanogaster) | Arthropoda  | cAAaATG             |
| Backhefe (Saccharomyces cerevisiae)    | Ascomycota  | aAaAaAATGTCt        |
| Dictyostelium discoideum               | Amoebozoa   | aaaAAAATGRna        |
| Wimpertierchen                         | Ciliophora  | nTaAAAATGRct        |
| Plasmodium ssp.                        | Apicomplexa | taaAAAATGAan        |
| Toxoplasma gondii                      | Apicomplexa | gncAaaATGg          |
| Trypanosomatidae                       | Euglenozoa  | nnnAnnATGnC         |
| Landpflanzen                           |             | AACAATGGC           |